# Hur jag torskade i Pittsburgh
Hur jag torskade i Pittsburgh (engelska: The Fish That Saved Pittsburgh) är en amerikansk långfilm från 1979 i regi av Gilbert Moses, med Julius Erving, Jonathan Winters, Meadowlark Lemon och Jack Kehoe i rollerna.

## Handling
Basketlaget Pittsburgh Pythons har väldigt stora problem. Alla spelarna förutom Moses Guthrie (Julius Erving) lämnar laget och nu måste de komma på hur de ska göra. En av lagets anställda, Tyrone Millman (James Bond III), tar in astrologen Mona Mondieu (Stockard Channing). Tillsammans kommer de fram till att alla spelarna i laget ska vara född i fiskarnas stjärntecken.

## Rollista
| Julius Erving       | – Moses Guthrie          |
| Jonathan Winters    | – H.S./Harvey Tilson     |
| Meadowlark Lemon    | – Rev. Grady Jackson     |
| Jack Kehoe          | – Setshot                |
| Kareem Abdul-Jabbar | – sig själv              |
| Margaret Avery      | – Toby Millman           |
| James Bond III      | – Tyrone Millman         |
| Michael V. Gazzo    | – Harry, tränaren        |
| Peter Isacksen      | – Driftwood              |
| Nicholas Pryor      | – George Brockington     |
| M. Emmet Walsh      | – Wally Cantrell         |
| Stockard Channing   | – Mona Mondieu           |
| Flip Wilson         | – Coachen 'Jock' Delaney |
| Marv Albert         | – sig själv              |
| Debbie Allen        | – Ola                    |

## Produktion
Filmen spelades in på plats i Pittsburgh.

## Mottagande
Frank Deford på Sports Illustrated hatade i stort sett filmen:
| ” | ...what you see is what you get. And what you see in Fish smells. | „ |